# Dobroslav Chrobák
Ing. Dobroslav Chrobák (16. února 1907 Hybe – 16. května 1951 Bratislava) byl slovenský spisovatel-prozaik, esejista, kulturní publicista a literární kritik.

## Životopis
Narodil se jako druhé ze čtyř dětí v rodině krejčího a osvětového pracovníka. Studoval na gymnáziu v Rožňavě a Liptovském Mikuláši, později na Vyšší průmyslové škole v Bratislavě. Studium ukončil v roce 1934 na Českém vysokém učení technickém v Praze. Po návratu do Bratislavy působil jako vysokoškolský pedagog. Později pracoval jako redaktor Radiojournalu v Bratislavě. V letech 1947–1948 byl hlavním ředitelem Slovenského rozhlasu, v letech 1948–1951 hlavním ředitelem Československého rozhlasu na Slovensku. Zemřel v Bratislavě na rakovinový nádor, pochován je v Hybách.

## Tvorba
Už jako student psal povídky, byl kronikářem obce, sběratelem přísloví a pořekadel. Jako sedmnáctiletý debutoval ve Studentském časopise svoji první povídkou. Další prózy věnoval tematice vesnice a přírody. Usiloval o překonání uměleckých (pseudouměleckých) postupů opisného realismu a zaměřil se na fantastiku až mytické působení přírody.
Knižně debutoval knihou povídek a novelou Kamarát Jašek. Rozvinul základní myšlenky naturismu. Uměl využít i cizí podněty na vlastní inspiraci. Je to patrné hlavně v románové novele Drak sa vracia, která patří k základním dílům slovenského naturismu. Je také autorem recenzí a kritik, zejména meziválečné prózy, úvah o umění, referátů o výtvarnících. Společně se Štefanem Letzem sestavil Slovenský literární almanach a vydal Rukověť dějin slovenské literatury, která plnila funkci malého slovníku slovenských spisovatelů.
Velký vliv na jeho tvorbu mělo vícero autorů evropské prózy, jako např. Hermann Hesse, Henri Pourrat či Knut Hamsun. Kromě vlastní tvorby se věnoval také překladům, např. z ruštiny.

## Dílo
- 1924 – Les, povídka
- 1925 – Náraz priam centrický, povídka
- 1930 – Holé steny, skica (jen fragment)
- 1931 – Dva kamenné dni, novelistická črta
- 1931 – Ábel Orphanides, fragment
- 1931 – Slovenský literárny almanach
- 1932 – Rukoväť dejín slovenskej literatúry
- 1932 – Ábel Jariabek, fragment
- 1934 – Šľachtické hniezdo, překlad díla I. S. Turgeněva
- 1937 – Kamarát Jašek, sbírka povídek a novel
- 1943 – Drak sa vracia, románová novela